# Marcusadorea tubulosa
Marcusadorea tubulosa är en mossdjursart som först beskrevs av Canu och Bassler 1928.  Marcusadorea tubulosa ingår i släktet Marcusadorea, ordningen Cheilostomatida, klassen Gymnolaemata, fylumet mossdjur och riket djur. Inga underarter finns listade i Catalogue of Life.